# Giovanni Legrenzi
Giovanni Legrenzi (ur. najpóźniej 12 sierpnia 1626 (data chrztu), zm. 27 maja 1690 w Wenecji) – włoski kompozytor muzyki barokowej, duchowny katolicki.

## Życiorys
Jego dokładna data urodzenia nie jest znana, zachowała się jedynie data chrztu – 12 sierpnia 1626. Nauki pobierał od swojego ojca, który był skrzypkiem. W 1651 roku przyjął święcenia prezbiteratu i posługiwał w kościele Matki Bożej Większej w Bergamo, jako kapelan i organista. W latach 1656–1665 był kapelmistrzem w akademii Ducha Świętego w Ferrarze i wówczas skomponował operę Nino il giusto. W 1681 roku został drugim kapelmistrzem w bazylice św. Marka w Wenecji. W ciągu swojego życia skomponował 19 oper, a ponadto sonaty, motety i oratoria. Jego dzieła wywarły walny wpływ na twórczość Domenica Scarlattiego, Johanna Sebastiana Bacha i Antonia Vivaldiego. Legrenzi zmarł 27 maja 1690 w Wenecji.